# Philips Xenium x2300
Philips Xenium x2300 — первый и единственный мобильный телефон на три сим-карты, выпускавшийся под брендом Philips.

## Описание
О выходе модели объявлено в декабре 2012 года. Форм-фактор — моноблок, цвет — тёмно-серый. Размеры — 119,6х50,5х15,6 мм, вес 110 г.. Экран — цветной, TFT, разрешение QWGA. Есть радио, фонарик (он же — фотовспышка), может проигрывать аудио- и видеофайлы. Слот для карты памяти microSD до 32 Гб. Имеется фотокамера, позволяющая делать снимки разрешением 2 Мп, создавая кадры максимальным размером 1600 на 1200 пикселей.
Главное достоинство телефона, как и других аппаратов серии Xenium — мощный аккумулятор 2000 мАч, позволявший использовать телефон без подзарядки до 10 дней (официально — до месяца).

## Другие телефоны серии Xenium
- Philips Xenium w536
- Philips Xenium W732
- Philips Xenium W832